# Vizzini

Ubicació de Vizzini dins la província

Vizzini (sicilià Vizzini) és un municipi italià, dins de la ciutat metropolitana de Catània. L'any 2008 tenia 6.777 habitants. Limita amb els municipis de Buccheri (SR), Francofonte (SR), Giarratana (RG), Grammichele, Licodia Eubea, Monterosso Almo (RG), Militello in Val di Catania i Mineo.

## Administració
| Període | Identitat            | Partit        |
| ------- | -------------------- | ------------- |
| 2007-   | Vito Saverio Cortese | la Margherita |